# Mathias Schulz (Tenor)
Mathias Schulz (* in Berlin) ist ein deutscher Opernsänger (Tenor).

## Leben
Schulz studierte in Berlin Gesang bei Maria Corelli. Danach debütierte er am Stadttheater in St. Gallen und ging daraufhin ans Nationaltheater Weimar. Seit 1997 arbeitete er gastierend u. a. am Staatstheater am Gärtnerplatz, an der Staatsoper Hannover, an der Oper Köln, an der Deutschen Oper am Rhein Düsseldorf, am Staatstheater Saarbrücken, in Wiesbaden, Kassel, Nürnberg und Braunschweig, am Theater Gera, am Theater Magdeburg, am Mainfrankentheater Würzburg und bei den Landesbühnen Sachsen. 
International sang er an der Volksoper Wien, dem Tiroler Landestheater Innsbruck, der Budapester Staatsoper, der Oper Kairo, dem Staatstheater Maribor, der Oper Ljubljana (Slowenien), am Teatro La Fenice in Venedig, dem Teatro Reggio in Turin, in Catania, am Teatro Mallorca, an der Staatsoper Bratislava-Slowakei, in Luxemburg und beim New Yorker Annandale Festival.
2014–17 war der Tenor am Theater Augsburg engagiert.

## Rollen (Auswahl)
- 2014: Jenůfa (als Laca)
- 2015: Wozzeck (als Hauptmann)
- 2015: Die Gärtnerin aus Liebe (als Don Anchise)
- 2015: Der König Kandaules (als König Kandaules)
- 2015: Hoffmanns Erzählungen (als Spalanzani/Nathanael)
- Fidelio (als Florestan)
- Der fliegende Holländer (als Erik)
- Tristan und Isolde (als Tristan)